# Afrovenezolano
El término afrovenezolano es utilizado para identificar a los venezolanos de ascendencia africana subsahariana. Según el censo venezolano de población y vivienda de 2011, el 0,7% de los venezolanos se consideran a sí mismos afrodescendientes, mientras que el 2,8% se identifican como negros. Además, el 51.9% se reconoció como "moreno", categoría que podría ser usada por quienes tienen algún grado de ascendencia africana.

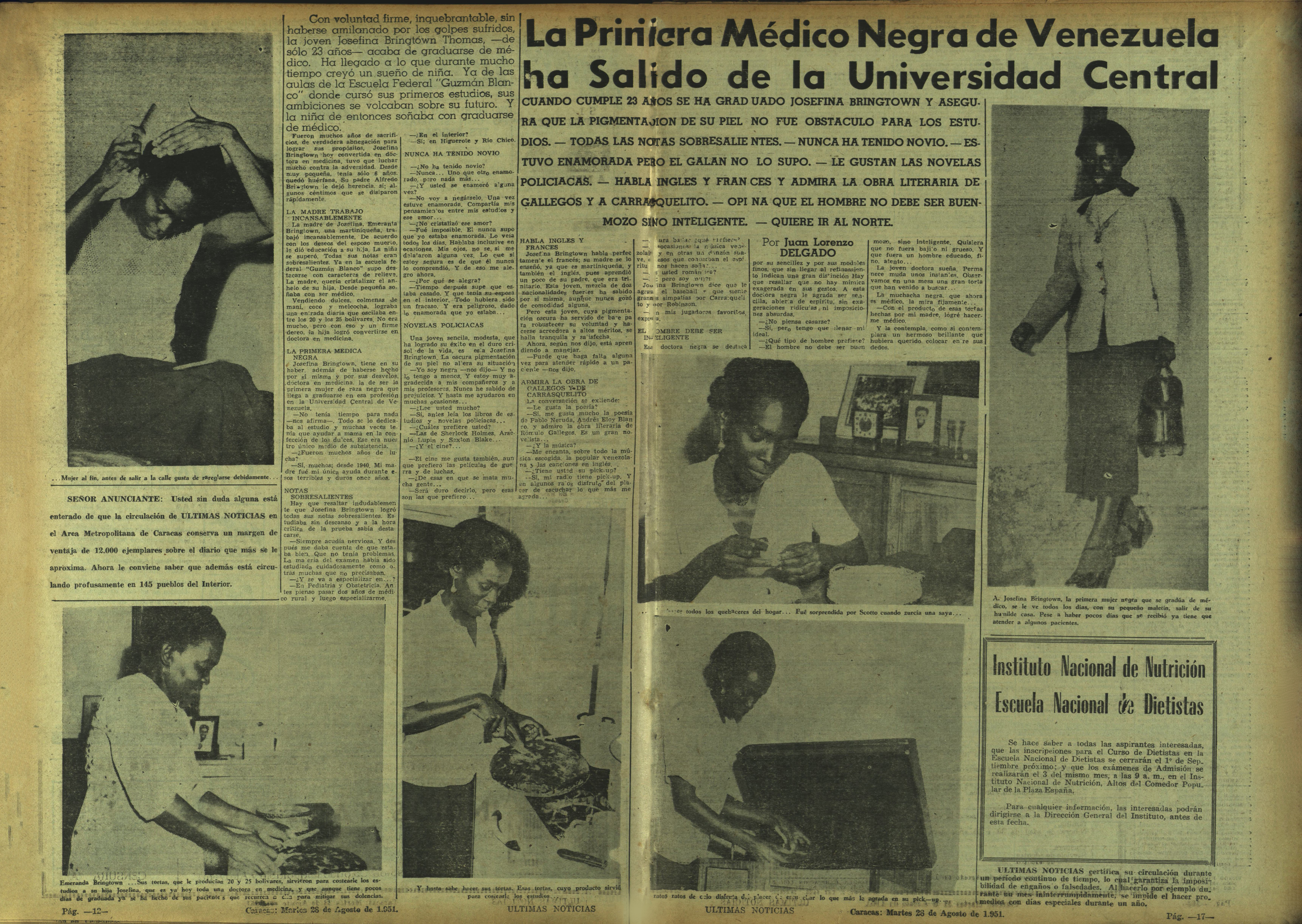
Josefina Bringtown, la primera médica venezolana afrodescendiente del país.

## Historia
Los primeros negros africanos llegaron a la Isla de Cubagua hacia 1526-1527 para ser usados como esclavos en las pescas de perlas. Posteriormente se importaron esclavos hacia el resto del territorio venezolano para las plantaciones y el servicio doméstico. 
Con el tiempo surgieron rebeliones de esclavos africanos contra los colonizadores españoles debido a los maltratos sufridos. En 1553, un africano llamado Miguel encabezó la primera insurrección de esclavos negros en Venezuela. En 1730, esclavos negros se incorporaron a una revuelta realizada por el zambo Andrés López del Rosario (Andresote). En 1795, tuvo lugar la insurrección de los negros de Coro, comandada por José Leonardo Chirino y José Caridad González, que pretendía establecer una república en Venezuela y abolir la esclavitud.
El 14 de agosto de 1810, la Junta Suprema de Caracas prohibió la introducción de esclavos negros al país. La decisión fue ratificada en el artículo 202 de la Constitución Federal de los Estados de Venezuela de 1811. En 1811 la figura de la esclavitud se mantuvo hasta 1854 cuando el presidente José Gregorio Monagas la eliminó.